# Florian Scheiber
Florian Scheiber, né le 17 mai 1987 à Sölden, est un skieur alpin autrichien. 

## Carrière
Il est vice-champion du monde junior de slalom géant en 2005 et champion d'Autriche du super G en 2008.
Florian Scheiber fait ses débuts en Coupe du monde lors du slalom géant de Sestrières en février 2009. Il remporte à l'issue de l'hiver 2008-2009 la Coupe d'Europe pour la première fois. Il la gagne de nouveau en 2012. En novembre 2012, il est proche de monter sur son premier podium de Coupe du monde en terminant quatrième de la descente de Beaver Creek.
Il met fin à sa carrière sportive en 2016, après diverses blessures.

## Palmarès

### Coupe du monde
- Meilleur classement général : 53e en 2013.
- Meilleur résultat : 4e.

#### Classements
| Saison | Général | Slalom | Slalom géant | Super G | Descente | Combiné |
| ------ | ------- | ------ | ------------ | ------- | -------- | ------- |
| 2010   | 147e    |        |              | 53e     | —        | 49e     |
| 2012   | 125e    |        |              | 51e     | —        | —       |
| 2013   | 53e     |        |              | 25e     | 22e      | 30e     |
| 2014   | 70e     |        |              | 50e     | 29e      | 29e     |
| 2015   | 122e    |        | —            | 57e     | 50e      | —       |

### Championnats du monde junior
- Médaille d'argent en slalom géant en 2005.
- Médaille de bronze en combiné en 2005.

### Coupe d'Europe
- Vainqueur du classement général en 2009 et 2012.
- Vainqueur du classement du super G en 2012.
- 7 victoires.

### Championnats d'Autriche
- Champion du super G en 2008.